# Echeveria australis
Echeveria australis är en fetbladsväxtart som beskrevs av Joseph Nelson Rose, Nathaniel Lord Britton och Rose. Echeveria australis ingår i släktet Echeveria och familjen fetbladsväxter. Inga underarter finns listade i Catalogue of Life.

## Bildgalleri

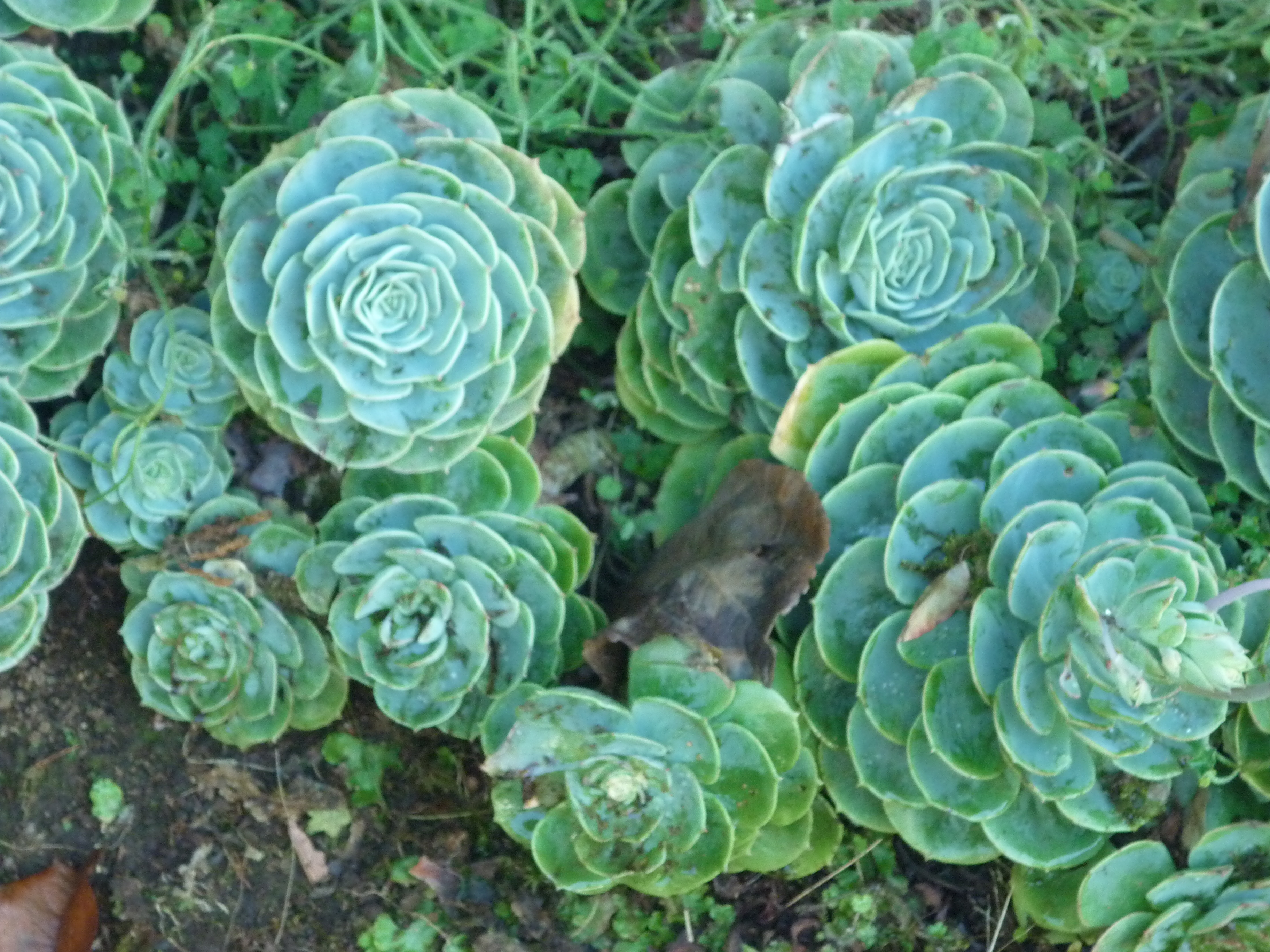